# Monarchen der jüngeren serbischen Geschichte
Die Liste der Monarchen der jüngeren serbischen Geschichte enthält alle Herrscher dieses Landes seit den serbischen Aufständen zu Beginn des 19. Jahrhunderts bis zur Entstehung der sozialistischen föderativen Republik Jugoslawien Ende des Zweiten Weltkriegs und somit dem Ende der Monarchie.

## Serbische Aufstände
|  | Name (Lebensdaten)                            | Herrschaftszeit              | Dynastie          | Anmerkungen                                                                                    |
|  | --------------------------------------------- | ---------------------------- | ----------------- | ---------------------------------------------------------------------------------------------- |
|  | Đorđe Petrović (Karađorđe) (*um 1762; † 1817) | 1811–1813, als Vožd (Führer) | Haus Karađorđević | Gewählter Anführer des ersten serbischen Aufstands und Begründer der Dynastie der Karađorđević |

## Fürstentum Serbien
|  | Name (Lebensdaten)                       | Herrschaftszeit                  | Dynastie          | Anmerkungen |
|  | ---------------------------------------- | -------------------------------- | ----------------- | --- |
|  | Miloš Obrenović (* 1780; † 1860)         | 1815–1839, als Fürst von Serbien | Haus Obrenović    | Erste Herrschaftsperiode; Anführer im Zweiten serbischen Aufstand gegen das Osmanische Reich 1815, und erkämpfte ein selbständiges serbisches Fürstentum im heutigen zentralen Serbien. Überließ aufgrund außenpolitischen Drucks die Herrschaftsgeschäfte seinem Sohn Milan. |
|  | Milan Obrenović II. (* 1819; † 1839)     | 1839, als Fürst von Serbien      | Haus Obrenović    | Nach der Abdankung seines Vaters wurde er serbischer Fürst, verstarb aber aufgrund seines schlechten Gesundheitszustandes zwei Wochen nach Herrschaftsbeginn. |
|  | Mihailo Obrenović III. (* 1823; † 1868)  | 1839–1842, als Fürst von Serbien | Haus Obrenović    | Erste Herrschaftsperiode; Nach dem Tod seines Bruders Milan Obrenović II. zum Fürsten gewählt, floh jedoch 1842 nach Beginn eines Aufstandes ins Exil. |
|  | Aleksandar Karađorđević (* 1806; † 1885) | 1842–1858, als Fürst von Serbien | Haus Karađorđević | Nach der Absetzung seines Vorgängers wurde dem Sohn von Karađorđe die Herrschaft zugesprochen. Während seiner Legislatur wurde das bürgerliche Gesetzbuch Serbiens 1844 eingeführt. Er musste 1858 aufgrund einer innenpolitischen Krise abdanken. |
|  | Miloš Obrenović (* 1780; † 1860)         | 1858–1860, als Fürst von Serbien | Haus Obrenović    | Zweite Herrschaftsperiode; kehrte nach der Absetzung von Aleksandar Karađorđević nach Serbien zurück und wurde als Herrscher wiederanerkannt. Er verstarb aufgrund seines hohen Alters zwei Jahre später. |
|  | Mihailo Obrenović III. (* 1823; † 1868)  | 1860–1868, als Fürst von Serbien | Haus Obrenović    | Zweite Herrschaftsperiode; erreichte die juristisch vollständige Unabhängigkeit vom Osmanischen Reich, ließ das Nationaltheater Belgrad erbauen und verfolgte außenpolitisch den Ansatz, die südslawischen Völker in einer Art Balkanföderation zusammenzufassen. Er verstarb 1868 nach einem Mordanschlag im Park von Topčider bei Belgrad, dessen Auftraggeber unbekannt geblieben sind.                                                            |
|  | Milan Obrenović IV. (* 1854; † 1901)     | 1868–1882, als Fürst von Serbien | Haus Obrenović    | Nachdem sein Onkel Mihailo verstorben war, wurde der noch minderjährige Milan zum Fürsten ernannt, konnte seine Amtsgeschäfte jedoch bis zur Volljährigkeit nicht ausüben. Unter seiner Herrschaft wurden Versuche unternommen, sich dem Russischen Kaiserreich anzunähern, die jedoch aufgrund von Druck seitens Österreich-Ungarns eingedämmt werden mussten. 1882 proklamierte er das Königreich Serbien, was das Ende des Fürstentums darstellte. |

## Königreich Serbien
|  | Name (Lebensdaten)             | Herrschaftszeit                 | Dynastie          | Anmerkungen |
|  | ------------------------------ | ------------------------------- | ----------------- | --- |
|  | Milan I. (* 1854; † 1901)      | 1882–1889, als König der Serben | Haus Obrenović    | Nach der Proklamation des Königreichs herrschte er als Milan I weiter. Dankte 1889 aufgrund eines Kompetenzkonflikts mit der gewählten Regierung ab und floh ins Ausland. Er starb 1901 aufgrund einer Lungenentzündung in Wien.                                                                        |
|  | Aleksandar I. (* 1876; † 1903) | 1889–1903, als König der Serben | Haus Obrenović    | Seine Herrschaft war geprägt vom Konflikt zwischen prorussischen und proösterreichischen Kräften im Land. Er und seine Frau Draga Obrenović fielen im Juni 1903 einer Offiziersverschwörung um Dragutin Dimitrijević zum Opfer. Mit dem erbenlosen Aleksandar endete die Dynastie des Hauses Obrenović. |
|  | Petar I. (* 1844; † 1921)      | 1903–1918, als König der Serben | Haus Karađorđević | Er kehrte aus dem Exil zurück und übernahm die Herrschaft über das Königreich Serbien. Unter seiner Regentschaft fiel die Zeit der Balkankriege sowie des Ersten Weltkriegs. Mit dem Entstehen des Königreichs der Serben, Kroaten und Slowenen endete die Existenz des Königreichs Serbien.            |

## Königreich Jugoslawien (bis 1929 Königreich der Serben, Kroaten und Slowenen)
|  | Name (Lebensdaten)            | Herrschaftszeit                                                               | Dynastie          | Anmerkungen |
|  | ----------------------------- | ----------------------------------------------------------------------------- | ----------------- | --- |
|  | Petar I. (* 1844; † 1921)     | 1918–1921, als König der Serben, Kroaten und Slowenen                         | Haus Karađorđević | Führte Herrschaft als Petar I. von Jugoslawien fort. Während dieser zeigten sich bereits Differenzen zwischen den Völkern den Serben, die einen zentralistisch von Belgrad aus regierten Staat wollten, und Kroaten, die eine lockere Föderation anstrebten. Aufgrund seines fortgeschrittenen Alters musste er immer mehr Geschäfte an seinen Sohn abtreten, bis er 1921 schließlich starb.                                                                                    |
|  | Alexander I. (* 1888; † 1934) | 1921–1934, als König der Serben, Kroaten und Slowenen / König von Jugoslawien | Haus Karađorđević | 1929 löste er die Verfassung auf und proklamierte die Königsdiktatur. Der Staat wurde in Königreich Jugoslawien umbenannt. Er fiel 1934 einem Mordanschlag in Marseille zum Opfer. |
|  | Petar II. (* 1923; † 1970)    | 1934–1945, als König von Jugoslawien                                          | Haus Karađorđević | Er folgte mit elf Jahren seinem Vater auf den Thron – die Staatsgeschäfte wurden jedoch von seinem Cousin, Prinz Paul geführt. 1941 trat Paul auf deutschen Druck hin dem Dreimächtepakt bei, floh jedoch nach der Kapitulation der Armee ins Exil. 1944 heiratete er im Londoner Exil Alexandra von Griechenland. 1945 musste er auf den Thron verzichten und gab die Macht ab, damit unter Josip Broz Tito die Föderative Volksrepublik Jugoslawien ausgerufen werden konnte. |